# Tênis de mesa nos Jogos Pan-Americanos de 1983
O tênis de mesa nos Jogos Pan-Americanos de 1983 foi realizado em Caracas, na Venezuela.

## Eventos
| Evento                        | Ouro                                                                                              | Prata                                                         | Bronze                                                                         |
| ----------------------------- | ------------------------------------------------------------------------------------------------- | ------------------------------------------------------------- | ------------------------------------------------------------------------------ |
| Individual masculino detalhes | Brian Masters ( USA )                                                                             | Ricardo Inokuchi ( BRA )                                      | Mario Álvarez ( DOM )                                                          |
| Individual masculino detalhes | Brian Masters ( USA )                                                                             | Ricardo Inokuchi ( BRA )                                      | Walter Nathan ( PER )                                                          |
| Individual feminino detalhes  | Insook Bhushan ( USA )                                                                            | Madeleine Armas ( CUB )                                       | Elizabeth Popper ( VEN )                                                       |
| Individual feminino detalhes  | Insook Bhushan ( USA )                                                                            | Madeleine Armas ( CUB )                                       | Marta Báez ( CUB )                                                             |
| Duplas masculinas detalhes    | BRA Brasil Ricardo Inokuchi Cláudio Kano                                                          | DOM República Dominicana Raymundo Fermin Juan Vila            | USA Estados Unidos Brian Masters Sean O'Neill                                  |
| Duplas masculinas detalhes    | BRA Brasil Ricardo Inokuchi Cláudio Kano                                                          | DOM República Dominicana Raymundo Fermin Juan Vila            | CHI Chile Marcos Nunes Jorge Gambra                                            |
| Duplas femininas detalhes     | USA Estados Unidos Insook Bhushan Diana Gee                                                       | CUB Cuba Madeleine Armas Marta Báez                           | VEN Venezuela Elizabeth Popper Nieves Arevalo                                  |
| Duplas femininas detalhes     | USA Estados Unidos Insook Bhushan Diana Gee                                                       | CUB Cuba Madeleine Armas Marta Báez                           | CAN Canadá Mariann Domonkos Thanh Mach                                         |
| Duplas mistas detalhes        | USA Estados Unidos Sean O'Neill Insook Bhushan                                                    | CAN Canadá Horatio Pintea Mariann Domonkos                    | BRA Brasil Cláudio Kano Sandra Noda                                            |
| Duplas mistas detalhes        | USA Estados Unidos Sean O'Neill Insook Bhushan                                                    | CAN Canadá Horatio Pintea Mariann Domonkos                    | VEN Venezuela Fransisco Lopez Elizabeth Popper                                 |
| Equipes masculinas detalhes   | BRA Brasil Ricardo Inokuchi Cláudio Kano Acassio da Cunha Aristides Nascimento Maurício Kobayashi | CAN Canadá Joe Ng Horatio Pintea Bao Nguyen Alain Bourbonnais | DOM República Dominicana Mario Álvarez Raymundo Fermin Juan Vila Gonzalo Ortiz |
| Equipes masculinas detalhes   | BRA Brasil Ricardo Inokuchi Cláudio Kano Acassio da Cunha Aristides Nascimento Maurício Kobayashi | CAN Canadá Joe Ng Horatio Pintea Bao Nguyen Alain Bourbonnais | JAM Jamaica                                                                    |
| Equipes femininas detalhes    | USA Estados Unidos Insook Bhushan Diana Gee                                                       | CUB Cuba Madeleine Armas Marta Báez Carmem Miranda Yera       | CAN Canadá Mariann Domonkos Thanh Mach Gloria Hsu                              |
| Equipes femininas detalhes    | USA Estados Unidos Insook Bhushan Diana Gee                                                       | CUB Cuba Madeleine Armas Marta Báez Carmem Miranda Yera       | DOM República Dominicana Blanca Alejo Brigida Perez                            |